# Moussa Niakhaté
Moussa Niakhaté (Roubaix, 8 maart 1996) is een Senegalees-Frans voetballer die doorgaans speelt als centrale verdediger. In juli 2024 verruilde hij Nottingham Forest voor Olympique Lyon. Niakhaté maakte in 2023 zijn debuut in het Senegalees voetbalelftal.

## Clubcarrière
Niakhaté speelde in de jeugd van Comines en kwam in 2004 terecht in de opleiding van Lille. Na zeven seizoenen verliet hij Lille en via Wasquehal en Boulogne ging de verdediger bij Valenciennes spelen. Op 20 oktober 2014 maakte Niakhaté zijn debuut in het eerste elftal, toen met 0–3 verloren werd van Dijon. Coach Bernard Casoni liet de centrumverdediger zes minuten voor tijd invallen voor Loris Néry. Zijn eerste doelpunt maakte hij op 16 december 2016. Op bezoek bij Auxerre maakte Niakhaté na zevenenvijftig minuten de gelijkmaker. Bij 1–1 zou het ook blijven dat duel.
In de zomer van 2017 maakte Niakhaté de overstap naar FC Metz, uitkomend in de Ligue 1, en hij tekende voor vier jaar bij zijn nieuwe club. Bij Metz veroverde hij snel een basisplaats. In de eerste drie competitieduels begon de verdediger nog op de bank, maar van de vijfendertig wedstrijden erna speelde hij vierendertig keer de volle negentig minuten mee. Hij kon niet voorkomen dat Metz degradeerde uit naar de Ligue 2. Na één seizoen verkaste Niakhaté voor circa zes miljoen naar Mainz 05, waar hij zijn handtekening zette onder een verbintenis voor de duur van vijf seizoenen.
De centrumverdediger maakte in de zomer van 2022 voor een bedrag van circa vijftien miljoen euro de overstap naar het naar de Premier League gepromoveerde Nottingham Forest, waar hij voor drie jaar tekende, met een optie op een seizoen extra. Met Nottingham wist Niakhaté zich twee keer op rij te handhaven, respectievelijk als nummer zestien en zeventien van de Premier League. Na die twee seizoenen verkaste hij naar Olympique Lyon, wat circa tweeëndertig miljoen euro voor hem betaalde. Door dit bedrag werd hij de duurste aankoop in de geschiedenis van Lyon. Hij keerde hiermee na zes seizoenen terug in Frankrijk en tekende een contract voor vier jaar.

## Clubstatistieken
| Seizoen | Club              | Competitie     | Competitie | Competitie | Beker | Beker | Internationaal | Internationaal | Totaal | Totaal |
| Seizoen | Club              | Competitie     | Wed.       | Dlp.       | Wed.  | Dlp.  | Wed.           | Dlp.           | Wed.   | Dlp.   |
| ------- | ----------------- | -------------- | ---------- | ---------- | ----- | ----- | -------------- | -------------- | ------ | ------ |
| 2014/15 | Valenciennes      | Ligue 2        | 9          | 0          | 1     | 0     | —              | —              | 10     | 0      |
| 2015/16 | Valenciennes      | Ligue 2        | 28         | 0          | 2     | 0     | —              | —              | 30     | 0      |
| 2016/17 | Valenciennes      | Ligue 2        | 35         | 1          | 2     | 0     | —              | —              | 37     | 1      |
| 2017/18 | FC Metz           | Ligue 1        | 35         | 0          | 3     | 0     | —              | —              | 38     | 0      |
| 2018/19 | Mainz 05          | Bundesliga     | 33         | 1          | 1     | 0     | —              | —              | 34     | 1      |
| 2019/20 | Mainz 05          | Bundesliga     | 33         | 1          | 1     | 0     | —              | —              | 34     | 1      |
| 2020/21 | Mainz 05          | Bundesliga     | 32         | 3          | 2     | 0     | —              | —              | 34     | 3      |
| 2021/22 | Mainz 05          | Bundesliga     | 30         | 4          | 3     | 0     | —              | —              | 33     | 4      |
| 2022/23 | Nottingham Forest | Premier League | 14         | 0          | 0     | 0     | —              | —              | 14     | 0      |
| 2023/24 | Nottingham Forest | Premier League | 21         | 1          | 2     | 0     | —              | —              | 23     | 1      |
| 2024/25 | Olympique Lyon    | Ligue 1        | 0          | 0          | 0     | 0     | 0              | 0              | 0      | 0      |
| Totaal  | Totaal            | Totaal         | 249        | 2          | 15    | 0     | 0              | 0              | 264    | 2      |

Bijgewerkt op 24 juli 2024.

## Interlandcarrière
Niakhaté maakte zijn debuut in het Senegalees voetbalelftal op 24 maart 2023, toen een kwalificatiewedstrijd voor het AK 2023 gespeeld werd tegen Mozambique. Door doelpunten van Youssouf Sabaly, Sadio Mané, Iliman Ndiaye en Boulaye Dia en een tegentreffer van Gildo Vilanculos wonnen de Senegalezen het duel met 5–1. Niakhaté moest van bondscoach Aliou Cissé op de reservebank beginnen en hij viel in de blessuretijd van de tweede helft in voor mededebutant Abdallah Ndour (FC Sochaux).
In december 2023 werd Niakhaté door Cissé opgenomen in de voorselectie van Senegal voor het uitgestelde AK 2023. Hij werd later ook onderdeel van de definitieve selectie. Senegal overleefde de groepsfase door overwinningen op Gambia (3–0), Kameroen (3–1) en Guinee (0–2). In de achtste finales was latere toernooiwinnaar Ivoorkust op strafschoppen te sterk nadat de ploegen met 1–1 gelijkgespeeld hadden. Niakhaté, die eerder alleen tegen Gambia gespeeld had, miste tegen Ivoorkust als enige zijn strafschop. Zijn toenmalige clubgenoten Willy Boly, Serge Aurier, Ibrahim Sangaré (allen Ivoorkust), Ola Aina (Nigeria) en Cheikhou Kouyaté (eveneens Senegal) waren ook actief op het toernooi.
| Interlands van Moussa Niakhaté voor Senegal | Interlands van Moussa Niakhaté voor Senegal | Interlands van Moussa Niakhaté voor Senegal | Interlands van Moussa Niakhaté voor Senegal | Interlands van Moussa Niakhaté voor Senegal | Interlands van Moussa Niakhaté voor Senegal |
| №                                           | Datum                                       | Wedstrijd                                   | Uitslag                                     | Competitie                                  | Goals                                       |
| Als speler bij Nottingham Forest            | Als speler bij Nottingham Forest            | Als speler bij Nottingham Forest            | Als speler bij Nottingham Forest            | Als speler bij Nottingham Forest            | Als speler bij Nottingham Forest            |
| ------------------------------------------- | ------------------------------------------- | ------------------------------------------- | ------------------------------------------- | ------------------------------------------- | ------------------------------------------- |
| 1                                           | 24 maart 2023                               | Senegal – Mozambique                        | 5 – 1                                       | AK 2023 kwalificatie                        |                                             |
| 2                                           | 28 maart 2023                               | Mozambique – Senegal                        | 0 – 1                                       | AK 2023 kwalificatie                        |                                             |
| 3                                           | 20 juni 2023                                | Brazilië – Senegal                          | 2 – 4                                       | Vriendschappelijk                           |                                             |
| 4                                           | 12 september 2023                           | Senegal – Algerije                          | 0 – 1                                       | Vriendschappelijk                           |                                             |
| 5                                           | 16 oktober 2023                             | Senegal – Kameroen                          | 1 – 0                                       | Vriendschappelijk                           |                                             |
| 6                                           | 18 november 2023                            | Senegal – Zuid-Soedan                       | 4 – 0                                       | WK 2026 kwalificatie                        |                                             |
| 7                                           | 21 november 2023                            | Togo – Senegal                              | 0 – 0                                       | WK 2026 kwalificatie                        |                                             |
| 8                                           | 8 januari 2024                              | Senegal – Niger                             | 1 – 0                                       | Vriendschappelijk                           |                                             |
| 9                                           | 15 januari 2024                             | Senegal – Gambia                            | 3 – 0                                       | AK 2023                                     |                                             |
| 10                                          | 29 januari 2024                             | Senegal – Ivoorkust                         | 1 – 1 (4 – 5 n.s.)                          | AK 2023                                     |                                             |
| 11                                          | 26 maart 2024                               | Senegal – Benin                             | 1 – 0                                       | Vriendschappelijk                           |                                             |
| 12                                          | 6 juni 2024                                 | Senegal – Congo-Kinshasa                    | 1 – 1                                       | WK 2026 kwalificatie                        |                                             |

Bijgewerkt op 24 juli 2024.